# St.-Georgs-Kapelle (Říp)

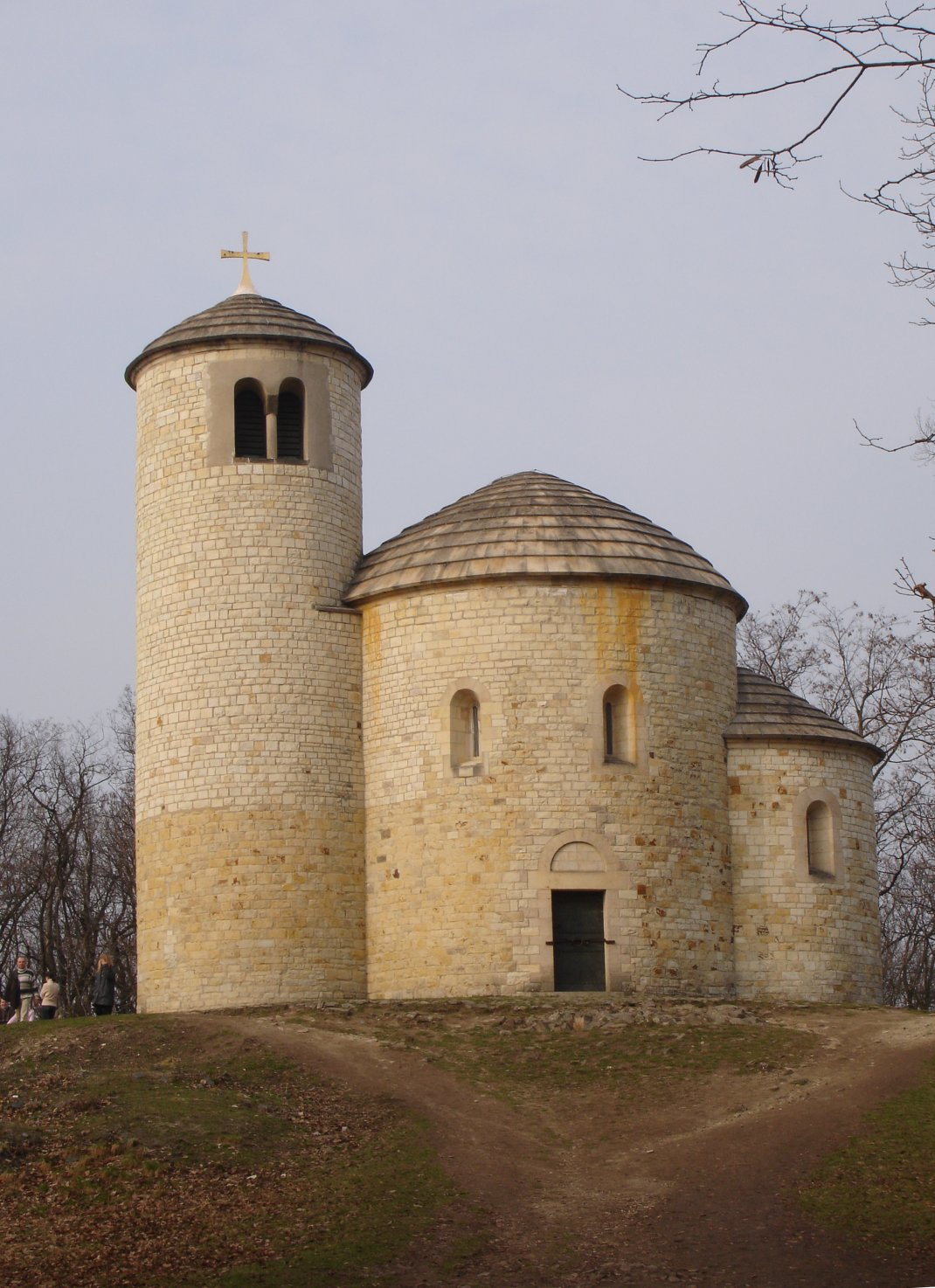
Außenansicht der St.-Georgs-Kapelle

Die St.-Georg[s]-Kapelle (tschechisch: Rotunda svatého Jiří a svatého Vojtěcha, auch Rotunda na Řípu) ist eine romanische Kapelle aus dem 12. Jahrhundert auf dem Berg Říp (Georgsberg) bei Roudnice nad Labem (Raudnitz) im Okres Litoměřice in Tschechien. Das Gotteshaus ist mit dem Doppelpatrozinium des heiligen Georg (einem der 14 Nothelfer) und des heiligen Adalbert von Prag versehen.

## Architektur und Ausstattung
Die architektonische Gestaltung der Kapelle ist einfach und klar. Auch wenn in der tschechischen Bezeichnung von einer Rotunde die Rede ist, so handelt es sich doch um drei zylindrische Strukturen, die in einer Achse nebeneinander angeordnet sind und das Gebäude funktional gliedern: Glockenturm, Hauptraum und Altarraum. Die letztgenannten beiden Rotunden überschneiden sich. Der Kirchenraum wurde früher durch ein im Glockenturm befindliches, inzwischen jedoch nicht mehr vorhandenes Portal betreten. Es wurde durch ein Portal an der Südseite des Hauptraumes ersetzt.

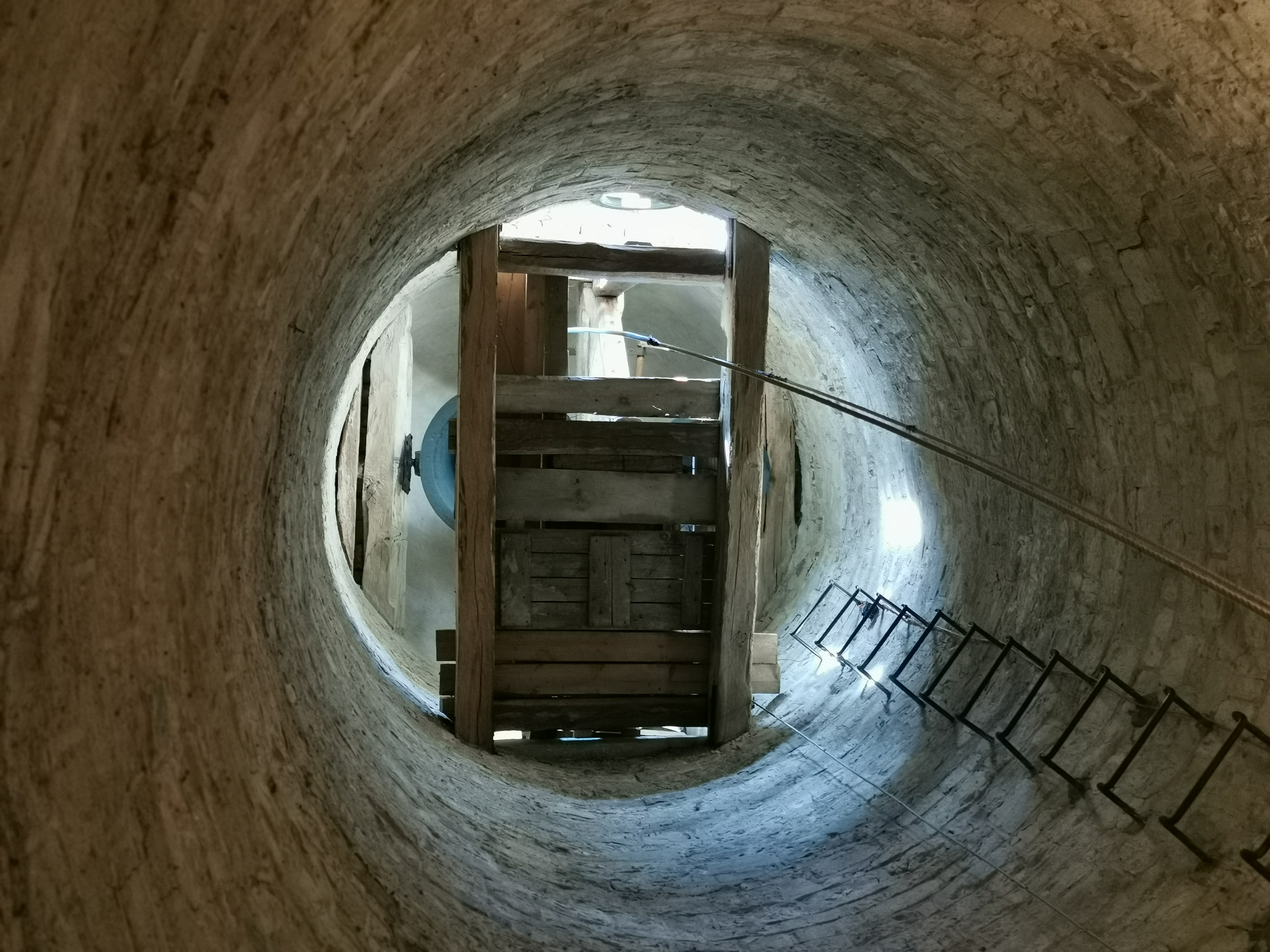
Blick von unten auf den Glockenstuhl der St.-Georgs-Kapelle

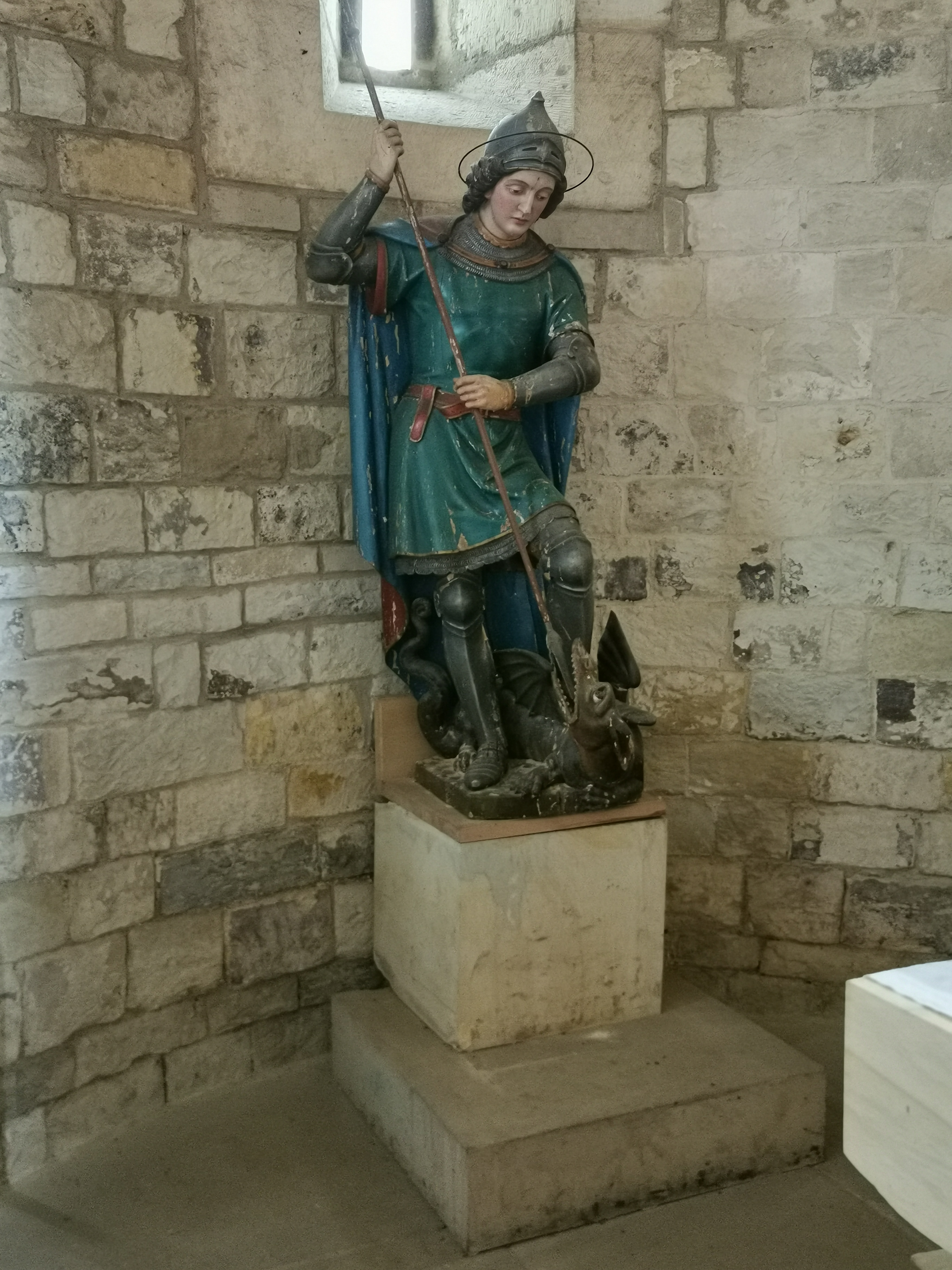
Skulptur von Bernhard Otto Seeling im Altarraum der St.-Georgs-Kapelle

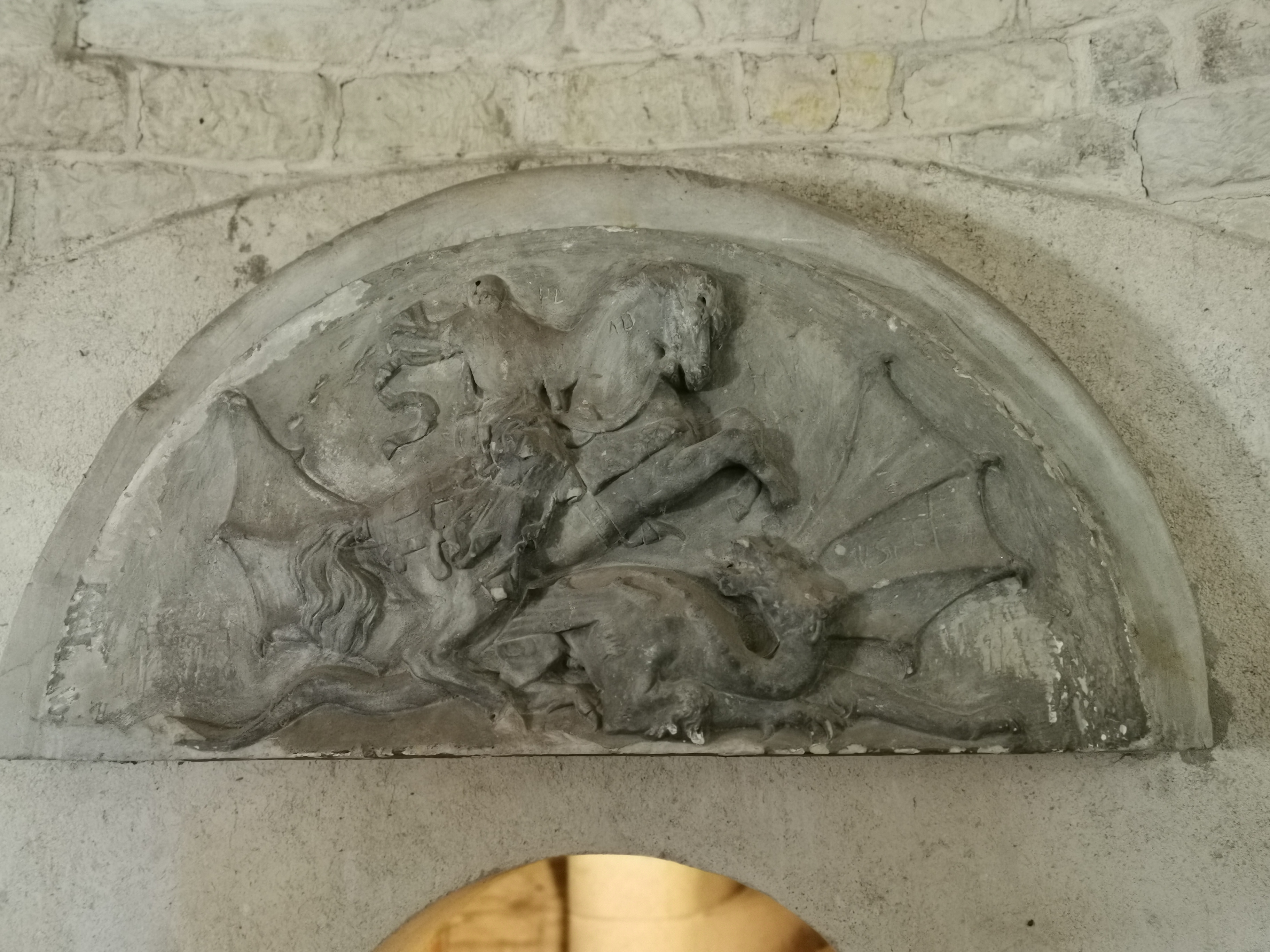
Relief über dem Durchgang vom Hauptraum zum Glockenturm

Das Innere der Kapelle stellt sich – ebenso wie das Äußere – weitgehend ohne fest eingearbeitete Schmuckelemente dar; lediglich über dem Durchgang vom Hauptraum zum Glockenturm ist ein Relief angebracht, das den Hl. Georg beim Kampf mit dem Drachen darstellt. Hinter dem schlichten Altar befindet sich eine Skulptur, die dieselbe Szene zum Gegenstand hat und bei Bedarf, etwa religiösen Feiern, umgesetzt wird. Der Glockenturm weist eine kurze Wendeltreppe auf, die  bis zu einem kleinen Podest etwa in Höhe einer ersten Etage reicht, von wo aus ein bodentiefes Fenster nach Art einer Türöffnung zum Kirchenraum zeigt. Auf dieses Podest reichen auch die Züge, mit denen die beiden Glocken geläutet werden. Der Glockenstuhl selbst kann über eine aus eisernen, in die Wand eingelassenen Sprossen bestehende Leiter erreicht werden.

## Geschichte
Im Jahr 1039 gelangte ein Teil der als Reliquien verehrten Gebeine des hl. Adalbert nach Prag. Vermutlich in Zusammenhang wurde eine erste, wohl hölzerne, Kapelle auf dem heutigen Georgsberg errichtet, wobei der Grundriss im Wesentlichen dem des heutigen Baues entsprach. Erstmals urkundlich erwähnt wurde die Kapelle 1126, als Herzog Soběslav I. nach der siegreichen Zweiten Schlacht bei Kulm (Chlumec) den Glockenturm vergrößern und das bereits verfallene Gebäude insgesamt neu errichten ließ. Der Neubau wurde durch den Olmützer Bischof Heinrich Zdik geweiht. 1143 übereignete Herzog Vladislav II. den Berg dem neu gegründeten Kloster Strahov. Während der Hussitenkriege gelangte der Berg mit der Kapelle in den Besitz der Vladiken von Cziněves (Tschinowes), die der Kapelle die noch heute vorhandenen zwei Glocken spendeten.
Das Kloster Strahov (Strahow), das seit 1515 wieder Besitzer des Berges war, verkaufte ihn 1577 an Wilhelm von Rosenberg. Als dieser 1592 starb, gelangte die nunmehr dem hl. Georg gewidmete Kapelle mitsamt dem Berg Říp und der umliegenden Herrschaft Raudnitz über Wilhelms Witwe Polyxena durch Heirat an Zdeněk Vojtěch Popel von Lobkowitz. In der Folge wurde das Gotteshaus zu einem beliebten Wallfahrtsort.
1826 wurde die Kapelle anlässlich der 700-Jahr-Feier der zweiten Schlacht bei Chlumec umgebaut. Weitere Umbauten erfolgten zwischen 1869 und 1881, wobei das Gotteshaus weitgehend sein heutiges Aussehen erhielt. Das auf der (westlich gelegenen) Stirnseite des Glockenturms gelegene ursprüngliche Portal wurde zugemauert und stattdessen ein neues an der Südseite der großen Rotunde eingebaut, die außerdem größere Fenster erhielt. Zugleich erhielt das Gebäude einen glatten Außenputz, und das steinerne Dach wurde durch eine Zementeindeckung ersetzt. Im Innern des Bauwerkes wurde 1870 eine von dem Prager Bildhauer Bernhard Otto Seeling (1850–1895) geschaffene Skulptur aufgestellt, die den Kampf des hl. Georg mit dem Drachen darstellt.
Im – mittlerweile stark umstrittenen – Bestreben, die Kapelle zu „re-romanisieren“, wurden die Umbauten des 19. Jahrhunderts in den 1960er Jahren teilweise wieder zurückgebaut bzw. nochmals Veränderungen angebracht, denen auch der älteste Teil des romanischen Mauerwerks zum Opfer fiel. Anschließend widmerte der Staat das Gebäude zur nationalen Gedenkstätte um, was unter anderem in der bis heute gebräuchlichen säkularen Namensgebung „Rotunda na Řípu“ (Říp-Rotunde) nachwirkt. Nach der Samtenen Revolution 1989 wurde die Kapelle an die römisch-katholische Kirche zurückgegeben.
1890 wurde eine Messung des Basaltmagnetismus auf dem Berg durch Mitglieder der Internationalen Erdmessungs-Kommission durchgeführt. Deren Ergebnisse wurden in die steinernen Fußbodenplatten der Kapelle eingemeißelt.

## Gegenwärtige Nutzung

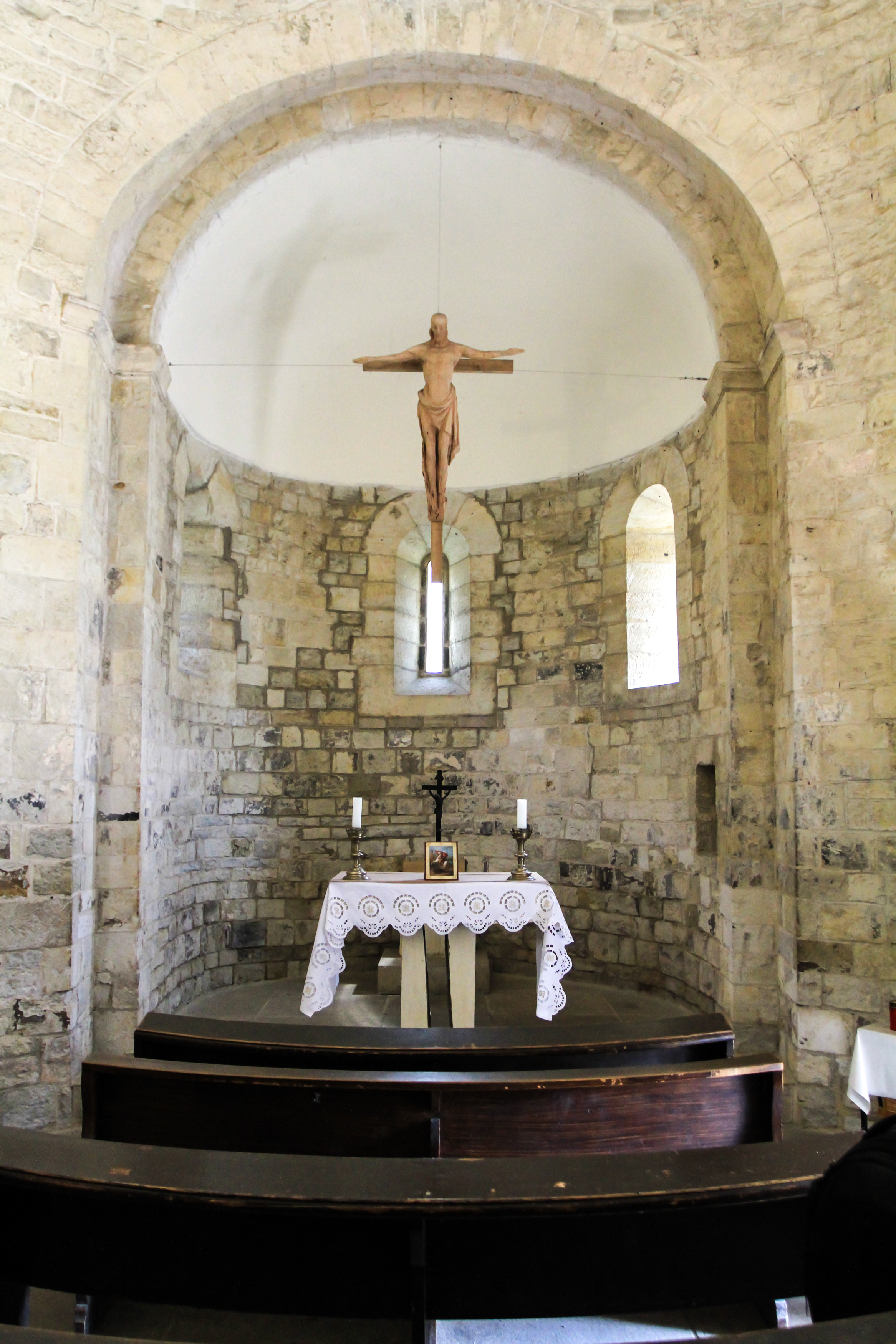
Altarbereich

Die St.-Georgs-Kapelle wird von der römisch-katholischen Pfarrei Mariä Geburt (vormals Stiftskirche des Augustiner-Chorherrenstifts Raudnitz) betreut. Im Sommer werden jeden ersten Sonntag im Monat Heilige Messen gefeiert. An den Namenstagen des hl. Adalbert (tschechisch Vojtěch; 23. April) und des hl. Georg (Jiří; 24. April) wird zur Georgsberg-Wallfahrt eingeladen. Während des Sommerhalbjahres ist der Bau für die Öffentlichkeit zugänglich.
Rings um die Kapelle hat sich inzwischen ein dichter Baumbewuchs gebildet, so dass die Kapelle nicht mehr – wie in Abbildungen des 19. Jahrhunderts zu sehen – von weither als prominente Landmarke erkennbar ist.